# Naw-Rúz
Naw-Ruz, en la fe bahá'í es uno de los nueve días sagrados para los seguidores de la fe bahá'í y el primer día del calendario bahá'í que coincide con el equinoccio de primavera, alrededor del 21 de marzo. Nouruz, históricamente y en la época contemporánea, es la celebración de la fiesta tradicional del Año Nuevo iraní, y se celebra en todos los países del Medio Oriente y Asia Central, como en Irán, Azerbaiyán, Afganistán y Tayikistán. Desde la antigüedad ha sido un día de festividad nacional en Irán y fue celebrado por más de un grupo religioso. El Báb, el fundador de babismo, a continuación, Bahá'u'lláh, el fundador de la fe bahá'í, aprobó dicho día como un día sagrado y lo asoció con el Más Grande Nombre de Dios.

## Significado
El Báb, el fundador de babismo, instituyó un nuevo calendario que se componía de 19 meses; cada uno de 19 días. Cada mes lleva el nombre de un atributo de Dios, de manera similar cada uno de los diecinueve días del mes también es el nombre de un atributo de Dios. Al primer día y el primer mes se les dio el atributo de Bahá, una palabra árabe que significa esplendor y la gloria, y por lo tanto el primer día del año fue el día de Bahá en el mes de Bahá. El día fue llamado el Día de Dios por el Báb, y se asoció con aquel a quien Dios hará manifiesto, una figura mesiánica en los escritos del Báb. Las restantes dieciocho días del mes fueron asociados con las dieciocho Letras del Viviente, apóstoles del Báb, imaginando una celebración que durara diecinueve días.
Bahá'u'lláh, el fundador de la Fe Bahá'í, que pretendía ser el personaje mesiánico esperado por el Báb, aprobó el nuevo calendario y la utilización de Naw-Rúz como un día santo. Es el día posterior a la culminación del mes de ayuno, y explicó que Naw-Ruz fue asociado con el Más Grande Nombre de Dios, y se instituyó como un festival para los que observan el ayuno.
La idea simbólica de la renovación de tiempo en cada dispensación religiosa se hace explícita en los escritos del Báb y Bahá'u'lláh y el calendario y el año nuevo hicieron esta metáfora espiritual más concreta. 'Abdu'l-Bahá, hijo y sucesor de Bahá'u'lláh, explicó la importancia de Naw-Ruz en términos de la primavera y la nueva vida que trae. Explicó que el equinoccio es un símbolo de las Manifestaciones de Dios, que incluyen a Jesús, Mahoma, el Báb y Bahá'u'lláh, entre otros, y el mensaje que proclaman es como una primavera espiritual, y que Naw-Ruz es utilizado para conmemorarlo.

## Celebración
Naw-Ruz es uno de los nueve días sagrados bahá'ís en que el trabajo se suspende, el único que no está asociado con un acontecimiento relacionado con la vida tanto del Báb como de Bahá'u'lláh. Suele ser un acto festivo observado mediante  reuniones de oración con música y eventualmente bailes tradicionales. Dado que el nuevo año coincide con la finalización del mes de ayuno Bahá'í, la celebración se combina a menudo con una cena. Por lo que con todos los días sagrados bahá'ís, hay pocas reglas fijas para la observación de Naw-Ruz, y los bahá'ís de todo el mundo lo celebran como un día festivo, según la costumbre local. Los bahá'ís persas todavía observan muchas de las costumbres iraníes asociadas con Norouz, como el Haft-sín, disposición de una bandeja con siete (haft en persa) elementos cuyos nombres en persa comiencen con el sonido s (sín), costumbre ancestral y Zoroastrians persa, pero las comunidades bahá'ís de América, por ejemplo, pueden tener una cena, junto con las oraciones y lecturas de las escrituras bahá'ís.

## Fecha
Bahá'u'lláh en el Kitáb-i-Aqdas establece Naw-Rúz como el primer día del calendario bahá'í en el que se produce el equinoccio de primavera. Para los Bahá'ís la determinación precisa de Naw-Rúz, a nivel global, depende de la elección de un punto concreto sobre la tierra, decisión que recae sobre la Casa Universal de Justicia, el cuerpo supremo que gobierna a los Bahá'ís. En 2014, la Casa Universal de Justicia eligió Tehran como ese punto sobre la tierra. Dado que los días Bahá'ís comienzan al ponerse el sol, si el equinoccio acaece justo antes del atardecer, el día que comenzó anterior a dicha puesta de sol, es considerado Naw-Ruz. Por lo tanto Naw-Rúz podría caer en 20, 21 o 22 de marzo de calendario gregoriano. En el calendario Bahá'í todas las fechas están en función de Naw-Rúz, y por tanto podrían desplazarse en el calendario gregoriano por uno o dos días, dependiendo del momento de equinoccio primaveral.